# Pfarrkirche Feldkirch-Gisingen

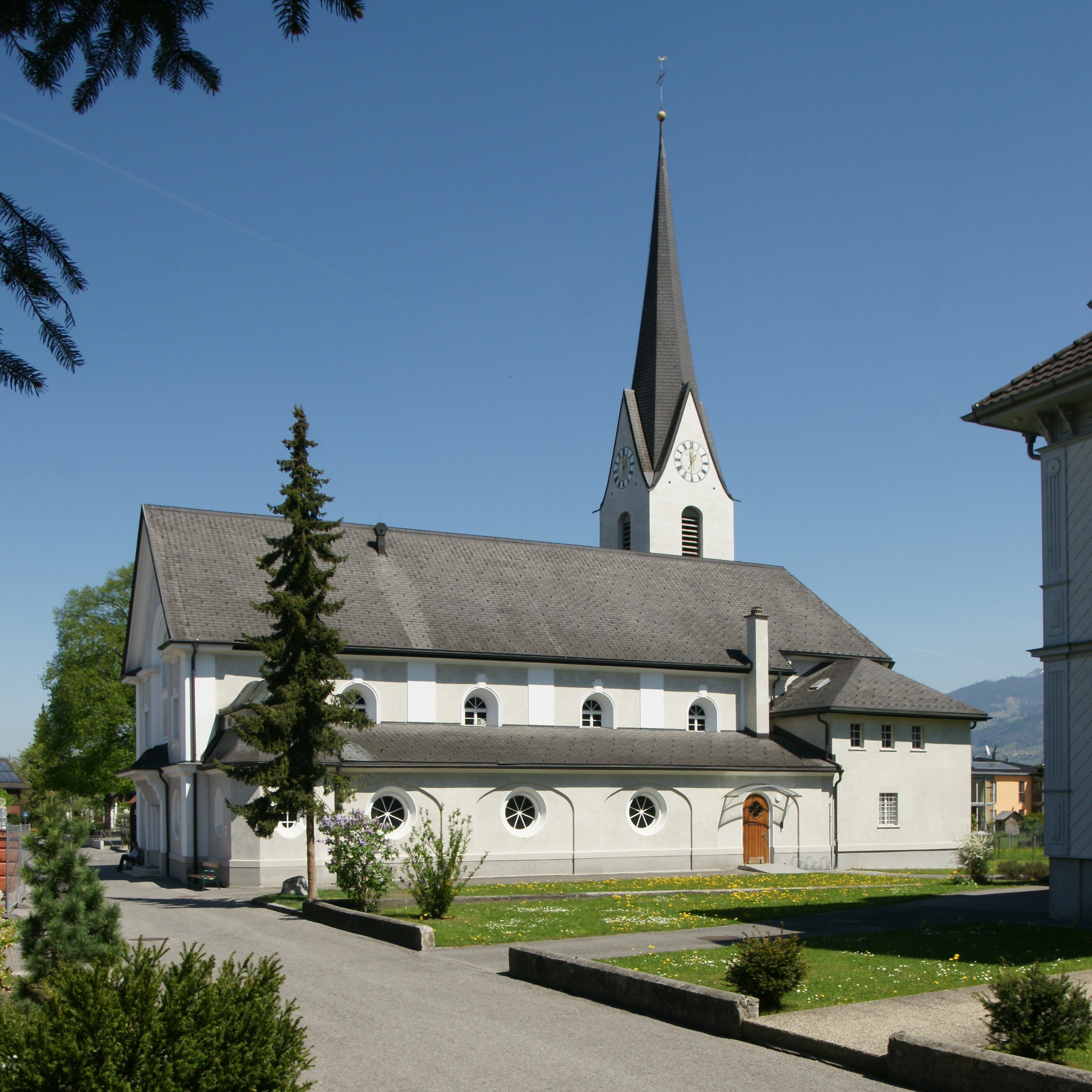
Kath. Pfarrkirche hl. Sebastian in Feldkirch

Die römisch-katholische Pfarrkirche Feldkirch-Gisingen steht im Stadtteil Gisingen der Stadtgemeinde Feldkirch im Bezirk Feldkirch in Vorarlberg. Sie ist dem heiligen Sebastian geweiht und gehört zum Dekanat Feldkirch in der Diözese Feldkirch. Das Bauwerk steht unter Denkmalschutz (Listeneintrag).

## Lagebeschreibung
Die Kirche steht im Haufendorf Gisingen im Nordwesten des Stadtzentrums von Feldkirch. Im Westen ist die Kirche von einem Friedhof umgeben.

## Geschichte
Die Siedlung wurde im Jahr 1045 erstmals urkundlich als „Kisingun“ erwähnt. 1178 erfolgte die Erwähnung als „Gisingin“. Ab 1630 wurde eine Pestkapelle errichtet und 1634 geweiht. Anstelle der Kapelle wurde in den Jahren 1864 und 1865 die jetzige Kirche erbaut und 1866 geweiht. Die Kirche war bis 1893 eine Filialkirche der Pfarre Altenstadt und wurde danach zur eigenständigen Pfarrkirche erhoben. Diese Kirche wurde 1922 nach Plänen von Willibald Braun umgebaut, im Langhaus um 5 m verlängert sowie durch zwei Seitenschiffe erweitert.

## Architektur
Kirchenäußeres
Die Kirche ist ein neoromanischer Basilikabau mit eingezogenem Chor. Der Nordturm hat einen Giebelspitzhelm. Die Sakristei ist südlich an den Chor angebaut. Die Giebelfassade ist durch Eckpilaster gegliedert. Über dem Rundbogenportal und dem geraden Gesims ist eine Rundbogennische mit einem Fenster. Seitlich der Rundbogennische sind Rechteckfenster, seitlich des Portals Kreisfenster. Links der Giebelfassade ist ein zweigeschoßiger Anbau, in dem der Aufgang zur Empore untergebracht ist. Die Langhauswände weisen Rundbogenfenster auf, die Seitenschiffe sind durch Kreisfenster in Rundbogenblendarkaden durchbrochen. Im Westen des südlichen Seitenschiffes ist ein gewalmter Aufbau mit dem Emporenaufgang. Der Kirchturm hat Rundbogenschallfenster.
Kircheninneres
Die Kirche bildet im Inneren einen tonnengewölbten Sakralraum mit niedrigen, flach gedeckten Seitenschiffen, die durch Flachbogenarkaden zum Langhaus hin geöffnet sind. Das Tonnengewölbe des Langhauses ist durch vier breite Gurtbögen mit Rosette in Kassettenfeldern unterteilt. Die Gurtbögen ruhen auf Wandpfeilern. Ein eingezogener, flachbogiger Triumphbogen trennt das Kirchenschiff vom Chorraum. Dieser endet im 3/8-Schluss und ist flach gedeckt. Im Westen des Mittelschiffes ist eine dreiachsige und zweijochige, gerade Empore über Flachbogenarkaden. Die Flachdecke ist an dieser Stelle vertieft. Die obere Empore ruht auf zwei Holzstützen. Rechts im Chor ist eine Loggia. Rechts und links im Chor sind die Zugänge zu Turm und Sakristei. Auf der rechten Seite des Langhauses ist ein Zugang zur Sakristei.
Die Fresken im Chor stammen aus dem Jahr 1948. Sie stellen den Gnadenstuhl dar. An der linken Chorwand sind der heilige Martin und der heilige Sebastian dargestellt. Die Heiligenfiguren stammen von Hans Bertle aus dem Jahr 1931. In der Chorbogenlaibung ist auf der linken Seite „Christus im Weinberg“ und auf der rechten Seite der „Gute Hirte und die Symbole der sieben Sakramente“ dargestellt. Im Langhaus ist vorne „Jesus mit Kindern“, in der Mitte das „Letzte Abendmahl“ und hinten „Du bist Petrus“ in Form von Fresken von Andreas Scheidbach dargestellt.
Die Glasgemälde zeigen auf der linken Chorseite die heilige Katharina, auf der rechten Seite den heiligen Andreas. Sie wurden 1923 in der Tiroler Glasmalereianstalt hergestellt.
Bei einer großen Kirchenrenovierung 2012 bis 2015 wurde die obere Empore entfernt, um die neue Orgel unterbringen zu können.

## Ausstattung
Der Hochaltar ist ein neuromanischer Aufbau aus der Zeit um 1860. Das Altarbild zeigt die „Himmelfahrt Mariens“. Es wurde 1865 von Franz Xaver Bobleter gemalt und 1931 restauriert durch L. Scheel. Das Bild wird von Heiligenfiguren flankiert. Auf der linken Seite steht eine Statue des heiligen Paulus und auf der rechten Seite eine Figur des heiligen Petrus. Beide Figuren wurden um 1860 geschaffen. Der Tabernakelaufbau ist hoch. In der Nische ist die „Verkündigung Mariens“ dargestellt. Am linken Seitenaltar steht eine Lourdesmadonna. Davor steht ein Kruzifix von Erhard aus dem Jahr 1975. Am rechten Seitenaltar steht eine Herz Jesu-Figur mit Relief der vier Evangelisten von Fidelis Rudhart aus dem Jahr 1898. Der Altar im linken Seitenschiff ist ein neobarocker Aufbau mit Figuren der heiligen Maria, Jesus und des heiligen Johannes von F. Rebholz. Auch der Altar im rechten Seitenschiff ist ein neobarocker Aufbau. Auf ihm ist ein Relief der Heiligen Familie dargestellt. Das Relief stammt von Gustav Bachmann aus dem Jahr 1926. Er schuf in den Jahren 1926 bis 1930 auch die Beichtstühle. Eine Figur der heiligen Theresia stammt aus dem Jahr 1930.

### Orgeln

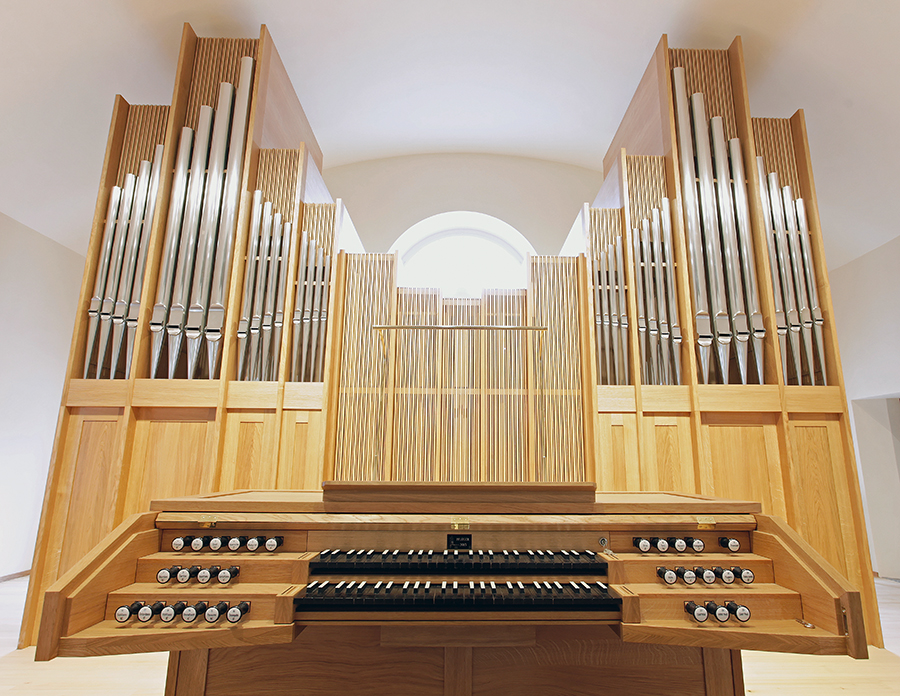
Pflüger-Orgel mit Schwellwerk in der Mitte

Bereits die Pestkapelle war mit einer Orgel, welche 1864 vor dem Abbruch der Kapelle verkauft wurde, ausgestattet. Alois Schönach baute 1867 für die kurz zuvor fertiggestellte, jetzige Kirche ein neues, einmanualiges Werk mit acht Registern und einem Pedal, das nur eine Oktave umfasste. 1900 ersetzte die Gemeinde Schönachs Orgel durch die seit etwa 1871 bestehende, zweimanualige Orgel mit zwölf Registern des Jesuitenkollegs Feldkirch. Sie erhielt 1906 eine pneumatische Traktur. Mit der Kirchenvergrößerung 1922 nahm das mit Klang zu füllende Raumvolumen zu. Die Gebrüder Mayer bauten die Orgel 1938 um und erweiterten sie auf 18 Register. 1976 erfolgte eine Orgelrenovierung. 1996 erörterte die Kirchgemeinde mit Fa. Mayer einen Orgelneubau, doch sowohl Mayer als auch andere Orgelbaufirmen sahen sich außerstande, auf der sehr beengten oberen Empore ein Orgelwerk mit ausreichender Klangfülle unterbringen zu können. Das Denkmalamt lehnte den Abriss dieser Empore ab. So musste die immer störanfälliger werdende Orgel von 1871/1938 bis zur Kirchenrenovierung 2012–2015 durchhalten. Ein Neubau wurde 2013 bei der ortsansässigen Orgelbaufirma Pflüger in Auftrag gegeben. Um Platz für die neue Orgel zu schaffen, durfte die obere Empore nun abgerissen werden. Die auf der unteren Empore aufgestellte Orgel ist eines der letzten Werke vor der Schließung der Firma Pflüger und wurde 2015 geweiht. Sie hat 25 Register (inkl. zwei Transmissionen aus dem Hauptwerk ins Pedal) auf zwei Manualen und Pedal sowie mechanische Spiel- und Registertrakturen.